# Paectes eumicta
Paectes eumicta là một loài bướm đêm trong họ Noctuidae.